# أدولف مولر (سياسي)
أدولف مولر هو نقابي وسياسي ألماني، ولد في 13 مايو 1916 في لنب ‏ في ألمانيا، وتوفي في 22 فبراير 2005. نشط حزبياً في الاتحاد الديمقراطي المسيحي. وقد انتخب عضو في البوندستاغ الألماني خلال فترته النيابية ‏ (17 أكتوبر 1961 – 17 أكتوبر 1965).

## وصلات خارجية
- أدولف مولر على موقع مونزينجر (الألمانية)